# 1913 год в спорте
Список 1913 год в спорте перечисляет спортивные события, произошедшие в 1913 году.

## Россия
- Гран-при Санкт-Петербургского автоклуба 1913 года;
- Первая российская олимпиада
- Чемпионат России по конькобежному спорту 1913;
- Чемпионат России по лёгкой атлетике 1913;

### Футбол
- Матчи сборной Российской империи по футболу 1913;
- Чемпионат Москвы по футболу 1913;
- Чемпионат Российской империи по футболу 1913 года;
- Чемпионат Санкт-Петербурга по футболу 1913;
- Созданы клубы:
  - «Колхети-1913»;
  - «Шахтёр» (Горловка);
  - «Югосталь»;

### Шахматы
- Всероссийский турнир любителей 1913;
- Всероссийский турнир мастеров 1913/1914;

## Международные события
- Дальневосточные игры 1913;

### Чемпионаты Европы
- Чемпионат Европы по борьбе 1913
- Чемпионат Европы по конькобежному спорту 1913;
- Чемпионат Европы по фигурному катанию 1913;
- Чемпионат Европы по хоккею с мячом;
- Чемпионат Европы по хоккею с шайбой 1913;

### Чемпионаты мира
- Чемпионат мира по борьбе 1913
- Чемпионат мира по спортивной гимнастике 1913;
- Чемпионат мира по тяжёлой атлетике 1913;
- Чемпионат мира по фигурному катанию 1913;

### Футбол
- Чемпионат Исландии по футболу 1913;
- Чемпионат Уругвая по футболу 1913;
- Созданы клубы:
  - «XV ноября» (Пирасикаба);
  - АГОВВ;
  - «Арль-Авиньон»;
  - «Б 1913»;
  - «Баскония»;
  - «Вадо»;
  - «Валансьен»;
  - «Волеренга»;
  - «Дефенсор Спортинг»;
  - «Жувентуде»;
  - «Зброёвка»;
  - «Индепендьенте Медельин»;
  - «Интернасьонал Лимейра»;
  - «Крузейро» (Порту-Алегри);
  - «Ловчен»;
  - «Маккаби» (Хайфа);
  - «Насьонал» (Манаус);
  - «Олл Бойз»;
  - «Парнаиба»;
  - «Равенна»;
  - «Расинг» (Сантандер);
  - «Рио-Бранко» (Витория);
  - «Рубио Нью»;
  - «Сан-Бенту» (Сан-Паулу);
  - «Сан-Жозе» (Порту-Алегри);
  - «Славия» (София);
  - «Сливен»;
  - «ССА Масейо»;
  - «Тальерес» (Кордова);
  - «Хобро»;
  - «Югославия»;

#### Англия
- Финал Кубка Англии по футболу 1913;
- Футбольная лига Англии 1912/1913;
- Футбольная лига Англии 1913/1914;

### Хоккей с шайбой
- Создан клуб «Волеренга»;